# Castrodeza
Castrodeza es un municipio de España, en la provincia de Valladolid, comunidad autónoma de Castilla y León. Tiene una superficie de 15,90 km².

## Historia

### SigloXIV
Castrodeza aparece en el Becerro de las Behetrías bajo el nombre de Castro Muça. Se trataba de una localidad de abadengo, propiedad de los Caballeros Hospitalarios de la Orden de San Juan de Jerusalén con su convento en Wamba. Castrodeza pagaba yantar al rey de manera conjunta con esta localidad. Además el becerro indica la existencia de otra localidad, situada actualmente en el término municipal de Castrodeza, llamada Quintanilla Artera.

### SigloXIX
Así se describe a Castrodeza en la página 220 del tomo VI del Diccionario geográfico-estadístico-histórico de España y sus posesiones de Ultramar, obra impulsada por Pascual Madoz a mediados del siglo XIX:

CASTRO-DEZA

Villa con ayuntamiento en la provincia, audiencia territorial y capitanía general de Valladolid (4 leguas), partido judicial de Mota del Marqués (3), diócesis vere nullius, por corresponder a la orden de San Juan y encomienda de Wamba.
Situada en un estrecho valle a la falda de una elevada cuesta llamada el Cueto, y combatida principalmente por el viento SO, con clima destemplado; las enfermedades más comunes son fiebres intermitentes, tifoideas y hernias.
Tiene 200 casas, la de ayuntamiento muy capaz, con cárcel, carnicería, taberna, habitación para el maestro y escuela de instrucción primaria dotada con 200 ducados, a la que concurren unos 90 alumnos de ambos sexos; un pozo de buen agua, de que se surte el vecindario, con varios pilones para abrevar los ganados, y una iglesia parroquial (Nuestra Señora de la O), servida por un prior de nombramiento del comendador.
Confina el término con los de Wamba, Ciguñuela, Torrelobatón y Robladillo; dentro de él se encuentra una ermita (El Humilladero), y varios manantiales.
El terreno fertilizado por el Ornija en la parte del valle, es de superior calidad, en las laderas gredoso y con bastante marga, y en el páramo mediano.
Caminos: los locales y el que conduce a Torrelobatón y partido de Toro.
Correo: se recibe y despacha en las administraciones de Valladolid y Tordesillas.
Producciones: trigo, cebada, morcajo, avena, yeros, lentejas, muelas, garbanzos, algo de vino y heno; cría ganado lanar y mular; caza de perdices, chorlas, gangas y conejos, pesca de barbos, sardas, alguna anguila y cangrejos.
Industria: la agrícola, la panadería, la arriería, 3 molinos harineros y la recriación de muletas lechuzas que compran en León para venderlas a los 30 meses.
Comercio: exportación de frutos sobrantes al canal de Castilla, el pan a los pueblos limítrofes y las mulas para diferentes puntos.
Población: 123 vecinos, 536 almas.

Capital productivo: 1.514.100 reales. Imponible: 145.902 reales. Contribución: 16.972 reales 19 maravedíes. Presupuesto municipal: 28.000, se cubre con los productos de los 5 ramos arrendables, algo de los de yerbas y reparto vecinal.

## Geografía humana

### Demografía
Cuenta con una población de 142 habitantes (INE 2024).
| Gráfica de evolución demográfica de Castrodeza entre 1842 y 2021                                                      |
| |
| Población de derecho según los censos de población del INE. Población de hecho según los censos de población del INE. |

| 286           | 256 | 240 | 228 | 180 | 149 |
| (Fuente: INE) |     |     |     |     |     |

## Patrimonio

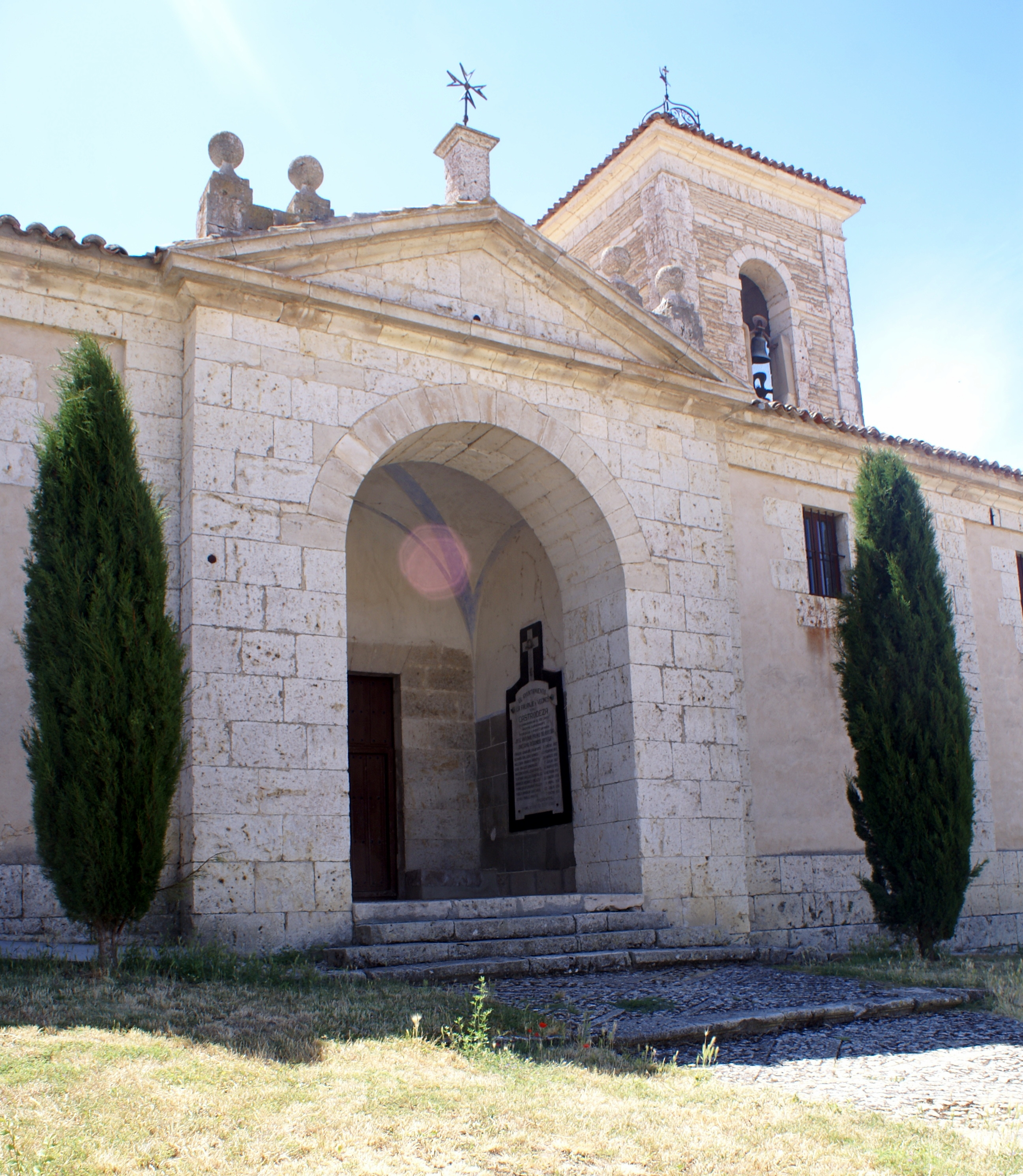
Iglesia de Santa María

Entre su patrimonio, destaca la iglesia de Santa María, edificio neoclásico del siglo XVIII.

## Personas ilustres
El poeta Eduardo Fraile está vinculado a este pueblo, al que homenajea en numerosas de sus obras.